# Katherine Johnson
Katherine Coleman Goble Johnson (ur. 26 sierpnia 1918 w White Sulphur Springs, zm. 24 lutego 2020 w Hampton) – amerykańska matematyczka i obliczeniowiec pracująca dla NASA, która była odpowiedzialna między innymi za wyznaczenie okien startowych i trajektorii lotów kosmicznych Programu Mercury i Programu Apollo w czasie wyścigu kosmicznego.

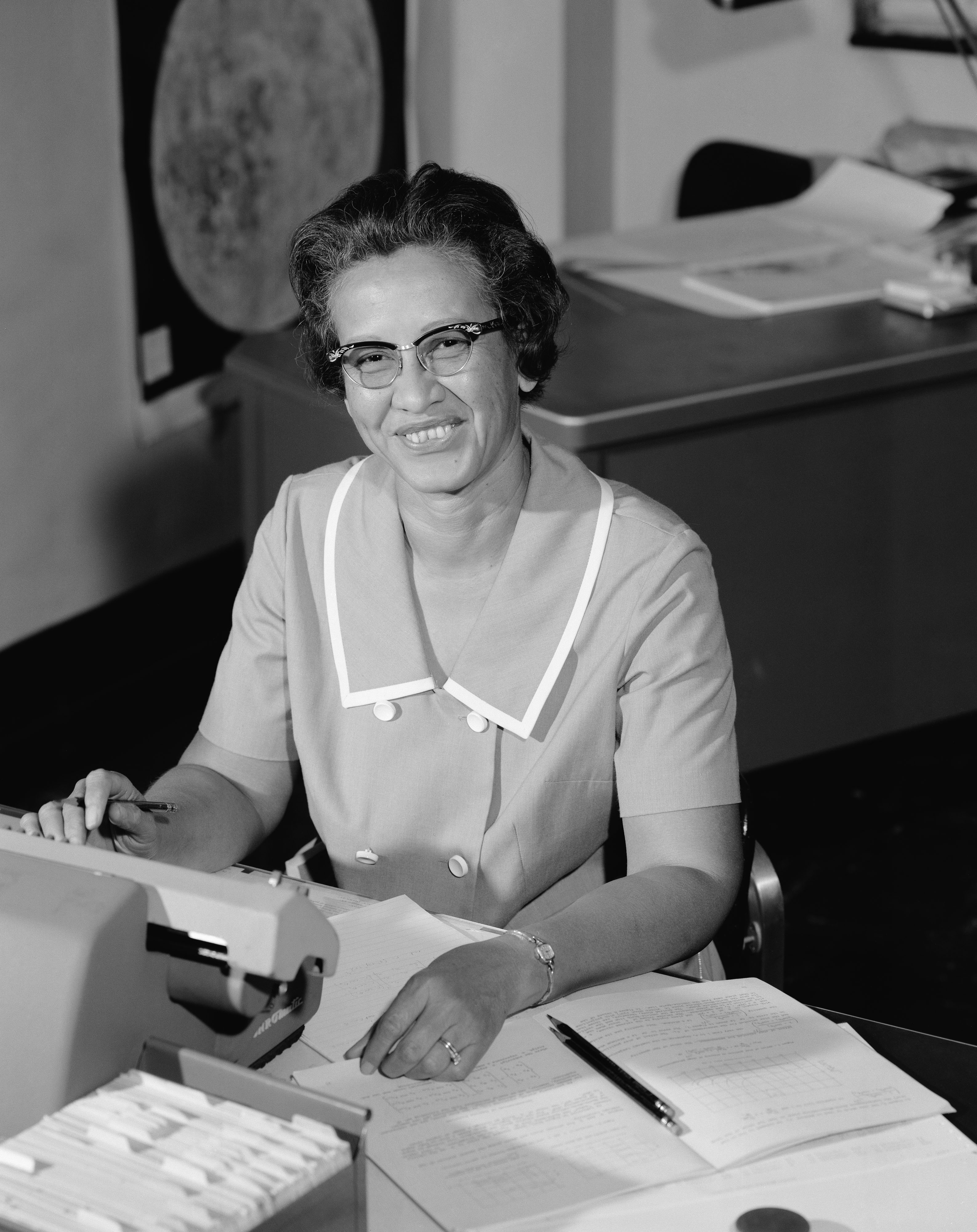
Katherine Johnson, pracownica NASA w 1966 roku

W 2015 została uhonorowana Prezydenckim Medalem Wolności z rąk Baracka Obamy. Historia jej życia była częścią książki i filmu biograficznego Ukryte działania z 2016.
8 listopada 2019 prezydent Donald Trump podpisał ustawę 116th Congress Public Law 68 – akt prawny nazywany „Ustawą o Złotym Medalu Kongresu Ukrytych Działań” (Hidden Figures Congressional Gold Medal Act), przyznającą czterem kobietom - afroamerykańskim naukowcom - Złotego Medalu Kongresu za przyczynienie się do sukcesu NASA, podczas wyścigu kosmicznego. Na podstawie decyzji Kongresu  zaszczytu tego dostąpiły Katherine Johnson i dr Christine Darden, a pośmiertnie zostały uhonorowane Mary Jackson oraz Dorothy Vaughan.

## Życiorys

### Młodość i wykształcenie
Jej matka była nauczycielką, a ojciec był drwalem, ogrodnikiem i mechanikiem pracującym dla miejscowego luksusowego hotelu. Była ich najmłodszym dzieckiem. Od wczesnego wieku przejawiała duże uzdolnienia matematyczne. Choć w okolicy nie było szkoły przyjmującej afroamerykańskie dzieci, dzięki staraniom rodziców ich potomstwo uczęszczało do szkoły pod Charleston, 120 mil od domu, mieszkając w czasie roku szkolnego w internacie.
Ukończyła liceum w wieku 14 lat, i podjęła studia na Uniwersytet Wirginii Zachodniej, wyższej szkole historycznie przeznaczonej dla czarnoskórych osób. Odbyła wszystkie oferowane tam kursy matematyczne. Profesorzy Angie Turner King i William Schieffelin Claytor wzięli ją pod swoją opiekę, uruchamiając specjalnie dla niej dodatkowe programy zajęć. Ukończyła studia w wieku 18 lat ze specjalnością w matematyce i języku francuskim (B.S. cum laude 1937).

### Kariera zawodowa
Zaczęła karierę od pracy nauczycielki w szkole dla czarnoskórych w Marion. W 1939 poślubiła pierwszego męża, Jamesa Goble. Zapisała się na studia magisterskie, jednak przerwała je, gdy zaszła w ciążę. W ciągu kilku następnych lat zajmowała się domem i dorabiała jako nauczycielka – nadal mając jednak nadzieję na pracę naukową.
W 1952 krewny wspomniał jej, że NACA (późn. NASA) rekrutuje matematyków w Wirginii. Zgłosiła się tam i uzyskała pracę od 1953. Między 1953–1958 pracowała jako obliczeniowiec. Początkowo należała do prowadzonego przez Dorothy Vaughan zespołu West Area Computers, przeniesiono ją jednak wkrótce do działu planowania i kontroli lotów. Według archiwum historii mówionej dotyczącej tego czasu:

Początkowo pracowała w dziale kobiet wykonujących obliczenia matematyczne. Nazywała je „komputerami w spódnicach”. Ich głównym zadaniem było odczytywanie danych z rejestratorów lotu i ich matematyczna obróbka. Któregoś dnia Katherine i jej koleżanka zostały tymczasowo oddelegowane do pomocy w męskim zespole teoretycznym. Jej wiedza o geometrii analitycznej szybko zdobyła dla niej dużą sympatię tego zespołu, do tego stopnia że „zapomnieli odesłać mnie do mojego działu.” Choć w tle zawsze wisiał wątek różnicy płci i koloru skóry, Katherine mówiła, że ignorowała je. Była asertywna, wpraszała się na zebrania na których nie pojawiała się przedtem żadna kobieta. Mówiła po prostu, że wykonuje swoją pracę i tu jest jej miejsce.

Prawna segregacja jej miejsca pracy została zniesiona dopiero w 1958 przy przekształceniu NACA we współczesne NASA. Od 1958 do przejścia na emeryturę w 1986 Johnson pracowała jako technolożka lotnictwa i kosmonautyki. Obliczyła okna startowe i trajektorię lotu statku Alana Sheparda 5 maja 1961 w pierwszej amerykańskiej misji załogowej Mercury-Redstone 3. Przy jego powrocie na Ziemię dokonała kalkulacji pozwalających szybko odnaleźć miejsce lądowania kapsuły. Przygotowywała też karty nawigacyjne dla astronautów na wypadek awarii sprzętu elektronicznego. Kiedy NASA użyła po raz pierwszy komputera do wyznaczenia orbity misji Mercury-Atlas 6, pilot John Glenn zażądał aby Katherine zweryfikowała poprawność obliczeń. W 1969 była zaangażowana w zaplanowanie pierwszego załogowego lotu na Księżyc w misji Apollo 11. W 1970 przygotowane przez nią awaryjne karty nawigacyjne i obliczane doraźnie mapy astronomiczne pomogły w bezpiecznym powrocie misji Apollo 13.
W ostatnich latach kariery pracowała m.in. przy programie wahadłowców kosmicznych.
W 2016 jeden z budynków NASA w Langley Research Center został nazwany na jej cześć Katherine G. Johnson Computational Research Facility.

## Życie prywatne
W 1956 jej mąż, James Goble, zmarł na zaawansowany guz mózgu. W 1959 wyszła ponownie za mąż, za Jamesa A. Johnsona. W 2017 miała sześcioro wnuków i 11 prawnuków, i mieszkała w Wirginii.